# Gibbium boieldieui
Gibbium boieldieui is een keversoort uit de familie klopkevers (Ptinidae). De wetenschappelijke naam van de soort werd in 1857 gepubliceerd door Levrat.